# Assassinato de Fernando Vilaça
Na madrugada de 5 de julho de 2025, na rua Três Poderes, no bairro Gilberto Mestrinho, zona leste de Manaus, Amazonas, Fernando Vilaça da Silva de 17 anos foi espancado após reagir a ofensas de cunho homofóbico proferidas por dois primos durante uma confraternização em via pública. Após três dias internado em estado grave com traumatismo craniano, hemorragia intracraniana e edema cerebral, Vilaça não resistiu e faleceu no dia 7 de julho.